# Maria Concepcion
Maria Concepcion ist eine Kurzgeschichte der amerikanischen Schriftstellerin Katherine Anne Porter, die 1922 in der Zeitschrift The Century Magazine erstveröffentlicht und 1930 in die Sammlung Flowering Judas and Other Stories aufgenommen wurde. Die Geschichte ist seitdem in verschiedenen Sammelbänden publiziert worden. Mit dieser Kurzgeschichte etablierte Porter aus Sicht der Literaturkritik sowie Literaturwissenschaft ihren Ruf als ernst zu nehmende Autorin.
Die Erzählung thematisiert das Verhalten und die Rache der anfangs achtzehnjährigen Protagonistin Maria Concepcion nach einer Affäre ihres gleichaltrigen Ehemannes Juan Villegas mit einer Minderjährigen.

## Inhalt
Auf dem Weg zu Ausgrabungsstätten, an denen Juans Arbeitgeber, der amerikanische Archäologe Givens, nach dem verlorengegangenen Kulturgut der indianischen Vorfahren der Protagonistin sucht, überrascht die schwangere Maria Concepcion ihren Ehemann bei einem heimlichen Treffen mit seiner erst fünfzehn Jahre alten Geliebten Maria Rosa. Mit Mordgedanken im Kopf läuft die Protagonistin verstört davon, um ihre weiteren häuslichen Pflichten zu erfüllen.
Noch am gleichen Tag zieht Juan zusammen mit seiner Geliebten in den Krieg, während die betrogene Maria Concepcion ein Kind zur Welt bringt, das wenige Tage nach der Geburt verstirbt. Die Protagonistin lebt daraufhin während der einjährigen Abwesenheit ihres Ehemannes allein und zieht sich, vom Kummer verzehrt, völlig von der Dorfgemeinschaft zurück. Ihr Leben wird anscheinend einzig ausgefüllt durch ihre unermüdliche Arbeit und ihre regelmäßigen Kirchgänge.
Gemeinsam mit seiner nunmehr schwangeren Geliebten kehrt der Ehemann schließlich aus dem Krieg zurück, wird als Deserteur verhaftet und zum Tode verurteilt. Sein ehemaliger Arbeitgeber Givens kann die Exekution jedoch verhindern und seine Freilassung erreichen.
Nachdem seine Geliebte Maria Rosa in der Zwischenzeit ihr Kind zur Welt gebracht hat, betrinkt sich dessen Vater Juan nach seiner Freilassung aus dem Gefängnis in einem Freudentaumel mit den anderen Männern im Dorf und kehrt im Alkoholrausch anschließend ungewollt in sein ehemaliges Heim zurück. Die dortige Wiederbegegnung mit seiner Ehefrau endet in einer gewaltsamen Auseinandersetzung.
Als Juan in seinem Rausch einschläft, nutzt Maria Concepcion die Trunkenheit ihres Mannes, um ihre Rachepläne in die Tat umzusetzen, und tötet ihre Rivalin mit zwanzig Messerstichen.
Die Polizei beschuldigt Maria Concepcion in dem nachfolgenden Verhör des Mordes, kann ihr die Tat jedoch nicht nachweisen, da sowohl der Ehemann Juan als auch die übrigen Dorfbewohner sie mit Falschaussagen schützen.
In dem Schlussteil der Erzählung nimmt die Protagonistin das Kind der von ihr getöteten Maria Rosa als ihr eigenes an und stellt ihre häusliche Ehegemeinschaft wieder her, indem sie Juans Rückkehr in ihr gemeinsames Heim zulässt.

## Interpretationsansatz
Im Zentrum dieser Kurzgeschichte Katherine Anne Porters steht die schmale Gratwanderung, die die Protagonistin zwischen ihrer traditionellen Rolle als Ehefrau und der von ihr angestrebten Emanzipation vollzieht.
Die Eingangspassagen der Erzählungen zeigen Maria Concepcion als eine zufriedene und selbstbewusste sowie aufrechte Frau, die aufgrund ihres Geschäftssinns und ihres Pflichtbewusstseins („careful sense of duty“, S. 6) bei den Dorfbewohnern hohes Ansehen genießt („good reputation with the neighbors“, S. 4). Sie scheint in völligem Einklang mit sich und ihrer Umwelt zu leben („entirely contended“, S. 3, dt.: „völlig zufrieden“); ihre Religiosität stellt sie ebenso offen zur Schau wie ihren Stolz („energetic religious woman ... proud“, S. 4, dt.: „energische religiöse Frau ... stolz“). Aus Sicht ihrer Mitmenschen verleiht ihr stolzes Auftreten ihr ein beinahe königliches, erhabenes Wesen („royalty in exile“, S. 7, dt.: „Königin im Exil“). Sie ist diejenige, die entscheidend zum Lebensunterhalt des Ehepaares beiträgt und gleichermaßen die kirchliche Eheschließung organisiert und finanziert hat (S. 4).
Der anfängliche Eindruck einer jungen emanzipierten Frau, die ihren Platz im Leben und in der Ehe gefunden hat, erweist sich jedoch für den Leser im weiteren Verlauf der Erzählung in dieser Form als nicht zutreffend. In einem Gespräch Juans mit Given wird deutlich, dass die Ehe der beiden schon vor der Affäre mit Maria Rosa nicht glücklich gewesen sein kann: obwohl sie eine pflichtbewusste Ehe- und Hausfrau ist, kann Maria Concepcion sich ihrem Mann gegenüber nicht behaupten; dieser nimmt sie nicht als eigenständige Persönlichkeit wahr und zeigt ihr ebenso wenig gebührenden Respekt, was sich vor allem in seinen zahlreichen Seitensprüngen und Eskapaden spiegelt (S. 7). Juans betont kontrastive Beschreibung seiner Ehefrau und seiner Geliebten erhärtet den Verdacht, dass der ehelichen Beziehung jegliche Erotik fehlt und er seine sinnlich-sexuelle Erfüllung allein bei Maria Rosa findet: „You know how she used to keep those clean little bees in their hives. She is like their honey to me“ (S. 12, dt.: „Sie kennen doch die sauberen kleinen Bienen, die sie in den Stöcken gehalten hat. Sie ist für mich wie der Honig dieser Bienen“).
Als kokette Imkerin, deren äußerliches Erscheinungsbild bereits auf ihre sinnlichen Eigenschaften schließen lässt, wird sie in der Schilderung des erotischen Spiels in Lupes Garten als Inbegriff der Verführung dargestellt; sie wirkt auf Juan ebenso aufreizend und bezaubernd wie das Summen ihrer Bienen. Im Gegensatz zu Maria Concepcion gibt sich ihre Gegenspielerin Juan völlig hin und stellt mit ihm vollkommene körperliche Harmonie her (S. 5); wie Juan gegenüber Givens erklärt, gesteht er Maria Concepcion zwar durchaus ihren rechtmäßigen Status als Ehefrau zu; sexuelle Bestätigung und sinnliche Erfüllung findet er jedoch ausschließlich in der Beziehung zu Maria Rosa.
Während der einjährigen Abwesenheit Juans lebt Maria Concepcion ein asketisches Leben, in dem sie eine Läuterung erfährt. Durch ihre unermüdliche Arbeit, ihre Ansammlung von Ersparnissen und ihre vertiefte Hinwendung zur Religion stellt sie den Dorfbewohnern und sich selbst gegenüber ihre finanzielle wie auch emotionale Unabhängigkeit von ihrem Ehemann Juan unter Beweis. Ebenso überdenkt sie in dieser Zeit nach dem Tod ihres neugeborenen Kindes, die für sie sehr schmerzhaft ist, ihre eigene Rolle als Ehefrau und die damit verknüpften Rechte, Pflichten und Bedürfnisse.
Als Juan schließlich aus dem Krieg zurückkehrt, findet er eine veränderte Ehefrau vor, die sich fortan seiner Gewalt beharrlich widersetzt und ihre bisherige passive Rolle als betrogene und gedemütigte Ehefrau aufgibt; sie ist nun bereit, die lang gehegten Rachepläne ihrer Rivalin gegenüber zu verwirklichen. Die zwanzig Messerstiche bei der Ausführung der Mordtat zeigen dabei die Intensität ihres vorangegangenen Leidens.
Durch die Ermordung ihrer Rivalin erscheint Maria Concepcion ihrem Ehemann von nun an in einem völlig anderen Licht; aus der für ihn zuvor bedeutungslosen Ehefrau wird ein mysteriöses, wertvolles Wesen, das ihm überlegen ist und nichts mehr gemeinsam hat mit der Frau, die er zuvor kannte (S. 14); aus seiner bisherigen respektlosen Ignoranz ihrer Persönlichkeit und ihrer Bedürfnisse wird die Anerkennung ihrer Besonderheit und Einzigartigkeit; erst jetzt akzeptiert er sie als zu sich gehörig (S. 16).
Diese veränderte Wahrnehmung führt zu einer Neuausrichtung der Machtverhältnisse in der ehelichen Beziehung; fortan hat Maria Concepcion die Zügel in der Hand. Zwar glaubt Juan zunächst, seine Überlegenheit wiedererlangt zu haben, indem er für kurze Zeit die Rolle des Beschützers spielt und versucht, seine Frau vor einer Verhaftung durch die Polizei zu bewahren. Die Polizisten lassen jedoch erst von Maria Concepcion ab, als auch diese in einer inszenierten Selbstdarstellung wiederum die klassische Rolle einer Ehefrau einnimmt, die die erotischen Eskapaden ihres Gatten hinnimmt und sich auf ihren angestammten Platz am Herd zurückzieht.
Als das Paar dann nach dem Ende des Verhörs in das gemeinsame Heim zurückkehrt, sinkt Juan, der noch von der vorherigen Inszenierung seiner Virilität völlig erschöpft ist, in sich zusammen (S. 20). Voller Unmut und Bitterkeit („bitterness“, S. 20) muss er nun die Neuordnung seines Lebens und der ehelichen Beziehung erkennen und nimmt gleichsam rituell von seiner bisherigen selbstsüchtigen, männlichen Dominanz Abschied, indem er sich seiner „heavy finery“ (S. 21, dt.: „seines schwerer Putzes“, ) entledigt. Sein früheres Frauenbild ist ins Wanken geraten, was in ihm ein Gefühl der Entfremdung und gespenstischen Unwirklichkeit auslöst („unreal ... ghostly“, S. 21).
Gleichsam wie in einer Kreuzigungsszene sinkt er mit von sich gestreckten Armen auf den Boden; sein Verlangen nach Schlaf deutet symbolisch auf seinen Todeswunsch hin; er hat das Gefühl, dass sein bisheriges Leben vorüber ist. Mit seiner Geliebten ist auch die Erotik in seinem Leben ausgelöscht; in überkommt das Gefühl, selber in ein Grab hinabzusteigen (S. 20). An die Stelle seines alten Lebens als Frauenheld „Don Juan“, wie es bezeichnenderweise in seinem Namen anklingt, tritt nun die Erfüllung seiner ehelichen Pflichten als Vater und Ernährer der Familie, was in ihm ein Gefühl von Bitterkeit und Melancholie auslöst, das in seiner Selbstaufgabe gipfelt (S 20 f.). Allerdings erlischt zugleich seine Begeisterung für Maria Concepcion; ihr Triumph am Ende der Kurzgeschichte bleibt derart nicht ohne jegliche Schattenseiten.

## Beziehung der Geschlechter
Die Unterschiede in der Charakterisierung von Juan und Maria Concepcion lassen deutlich erkennen, dass in dieser Erzählung Katherine Anne Porters die Frauengestalten insgesamt positiver dargestellt werden.
So bestreitet beispielsweise Maria Concepcion zuvor weitgehend allein den Lebensunterhalt des Paares, während Juan sich vorwiegend seinen kriminellen Abenteuern und amourösen Verstrickungen widmet; in der Schlussszene steigert sich die negative Zeichnung der Erzählfigur des Juan dann zu der „Karikatur eines mexikanischen Machos, der sich selbst grundlos zum Helden kürt“ und „seine Fehltritte nie eingesteht“. Frauen sind für ihn bloße Objekte, über die er nach Belieben verfügen kann; auch seine Kleidung und sein Aussehen lassen ihn als lächerlich erscheinen (S. 5 und 10). In seiner Selbstdarstellung wird Juan als ignoranter Tyrann enthüllt, der z. B. in seiner vermeintlichen Großzügigkeit darauf verzichtet, seine Ehefrau körperlich zu misshandeln (S. 11 f.). Seine männliche Eitelkeit und Arroganz gründet sich jedoch einzig auf der „Rivalität zweier begehrenswerter Frauen um seine Person.“
In seiner Naivität und Borniertheit ist Juan indes nicht klar, dass er in jeder Hinsicht vollständig von den beiden Frauengestalten in der Erzählung abhängig ist. Auf Maria Rosa ist er einerseits angewiesen, um die Erfüllung seiner erotischen Bedürfnisse zu erreichen; darüber hinaus hat sie seine prachtvolle Kleidung auf dem Schlachtfeld erobert. Wie er zieht sie ebenfalls in den Krieg und kämpft gleichermaßen unerbittlich zusammen mit ihren Geschlechtsgenossinnen wie die männlichen Soldaten. Maria Concepcion sorgt andererseits durch ihre tatkräftige Arbeit für die finanzielle Absicherung des Ehepaares, entscheidet über die Eheschließung und setzt letztendlich ihre Ansprüche als Ehefrau Juan gegenüber durch. Aus dieser Perspektive erscheint Juan als ein völlig passiver Charakter, für den die anderen eintreten und handeln müssen. Gleichermaßen befreit auch Givens ihn wiederholt aus unzähligen misslichen Situationen, in die er sich selbst hineinmanövriert hat.
Mit der Vergeltung für den Ehebruch hat die Protagonistin der Geschichte demgegenüber ihre eigene Selbstfindung eingeleitet; allerdings könnte dieser Prozess, wie Petra Bidzun in ihrer Interpretation der Erzählung schreibt, dadurch beeinträchtigt werden, dass Maria Concepcion von Anfang an die Solidarität der Dorfbewohnerinnen ablehnt, die mit der alten Soledad als ihrem Sprachrohr deutlich zum Ausdruck bringen, dass die Frauen in dieser Gesellschaft sich nur selber behaupten können, wenn sie gemeinsam gegen die Missstände vorgehen, die sie alle in gleicher Weise betreffen.
Anstelle einer Verurteilung ihres Ehemanns für sein Verhalten projiziert die Protagonistin ihren Zorn und Schmerz auf die anderen Frauen im Dorf, obwohl sie sich daran erinnern kann, selber in der Situation Maria Rosas gewesen zu sein und in ähnlicher Weise wie diese gehandelt zu haben. Trotz dieser Erinnerung zieht sie sich von der dörflichen Gemeinschaft zurück und verzehrt sich isoliert in ihrem Kummer, statt gemeinsam mit den anderen Frauen gegen die patriarchalische Vorherrschaft der Männer zu kämpfen. Nach der Tötung ihrer Nebenbuhlerin ist sie teilweise auch durchaus geneigt, wieder in ihre alte Rolle als demütige Ehefrau zurückzufallen, beispielsweise als sie sich in einer Art Unterwerfungsgeste hinter ihrem Mann verstecken will. In diesem Moment glaubt ihr Mann, seine alte Position zurückerobern zu können; allerdings nimmt Maria Concepcion ihm sofort diese Illusion, indem sie die Rechtmäßigkeit ihres Verhaltens betont. Damit demontiert sie zugleich Juans Selbstbild; dieser wird damit zum Kind („a very small child“, S. 15, dt.: „ein sehr kleines Kind“) und akzeptiert die Neugestaltung der Machtverhältnisse in der Beziehung des Paares.
Die Protagonistin findet ihr Glück schließlich nicht in der Versöhnung und Wiedervereinigung mit ihrem Ehemann, sondern in ihrer neuen Rolle als Mutter, als sie das Kind der toten Maria Rosa als ihr eigenes zu sich nimmt. Der Kreis der Geschichte wird hier geschlossen; die Protagonistin befindet sich wie in ihrer früheren Existenz wieder im Einklang mit sich selbst und der Welt um sie herum. Durch die Freisetzung ihrer unterdrückten Gefühle und die Tötung ihrer Rivalin erwirbt sie sowohl in den Augen ihres Mannes als auch der übrigen Dorfbewohner neue Würde. Durch die konsequent negative Darstellung des männlichen Protagonisten wird der Mord an Maria Rosa zugleich für den Leser in gewisser Weise gerechtfertigt, da Maria Concepcion nur durch dieses Verbrechen Mann und Kind gewinnt.

## Religiöser Bedeutungsgehalt
Maria Concepcion spiegelt zugleich die kritische Einstellung der Autorin zur katholischen Kirche und zum religiösen Eifer der ländlichen Bevölkerung. In der Schilderung des Verhaltens von Juan und Maria Concepcion gestaltet die Autorin in ironischer Form eine Umkehr christlicher Rituale. Maria kriecht unterwürfig auf Juan zu, wie zu einem Schrein oder einer gottgleichen Gestalt. Juan verwendet an dieser Stelle in seiner Sprechweise gehäuft Archaismen, die an die biblische Sprachgestaltung erinnern: „I thy own man will protect thee [...] thou shalt have nothing to fear“, S. 14 f. (dt.: „Ich dein eigener Mann will dich schützen [...] fürchte dich nicht“). Ironischerweise ist seine in biblischem Ton gehaltene Ansprache jedoch von heimlichen Flüchen untermalt („cursed under his breath“, S. 14). Anschließend zündet er eine Kerze an, jedoch nicht, um Gott um Hilfe oder Unterstützung zu bitten, sondern um die blutbefleckte Mordwaffe zu reinigen.
Maria, deren Name Assoziationen mit der unbefleckten Jungfrau Maria hervorruft, ist gleichzeitig damit beschäftigt, die Blutspuren von ihrer Kleidung und ihren Händen abzuwaschen; diese rituelle Reinigungsszene erinnert an das Verhalten des Pontius Pilatus im Neuen Testament.
Zweifel an der christlichen Gesinnung der Protagonistin werden beim Leser bereits zu Beginn der Erzählung geweckt, da Maria Concepcion zwar Talismane ablehnt, dennoch nicht frei von heidnischem Aberglauben ist, wenn sie annimmt, ihr noch ungeborenes Kind schädigen zu können, falls sie nicht ihrem Verlangen nach Honig nachgibt. Während der Abwesenheit Juans nehmen zwar ihre Kirchgänge zu und sie zündet regelmäßig vor den Heiligenbildern Kerzen an; dies erweist sich jedoch mehr und mehr als sinnentleertes Ritual, wie ihre anschließende Beschreibung als „blind-looking“ andeutet.
Das Thema der Theodizee, das an diesen Stellen der Erzählung anklingt, wird von Lupe explizit formuliert, als sie fragt: „Hast du auch um das gebetet, was du jetzt hast?“ (S. 13). Trotz ihres Leidens erhält Maria Concepcion keinerlei göttliche Hilfe oder Beistand; nach Juans Rückkehr wendet sie sich jetzt konsequent von der christlichen Ethik bzw. Moral ab und beschließt, selber Gott zu spielen, indem sie ihre Rivalin tötet. Vor der Ausführung der Tat scheint die Protagonistin gleichsam sprichwörtlich „von allen guten Geistern verlassen“; der Schweiß bricht, wie der Erzähler schildert, aus ihrer Haut hervor, als ob aus allen Wunden ihres Lebens salziger Eiter („salt ichor“, S. 13) flösse.
An mehreren Stellen werden die dämonischen Züge Maria Concepcions betont. Beispielsweise haben die Dorfbewohner den Eindruck, sie sei vom Teufel besessen (S. 9) oder sie wird während des Verhörs von Lupe als „evil spirit“ (S. 18 f., dt.: „böser Geist“) bezeichnet.
Katharine Anne Porter scheint auf diese Weise dem Leser zu suggerieren, dass Maria Concepcion als betrogene und verlassene Ehefrau ihr Leid nur überwinden und wieder Ordnung in ihr Leben bringen kann, indem sie sich von der christlichen Religion abwendet und die dunkle, indianische Seite ihrer Persönlichkeit als bestimmend zulässt. Lupes Urteil, die Maria Concepcion und Juan trotz ihrer Verbrechen als „honest people“ (S. 19, dt.: „ehrbare Leute“) beschreibt, bringt ebenfalls die andersgearteten moralisch-ethischen Vorstellungen der mexikanischen Dorfgemeinschaft zum Ausdruck; dieser liegt es fern, die Mörderin zu verurteilen. Ironischerweise erteilen in dieser Kurzgeschichte Katherine Anne Porters die Dorfbewohner der Protagonistin die Absolution, nicht jedoch Gott. Maria Concepcion spricht sich daraufhin selbst das Recht zu, das Kind der von ihr getöteten Rivalin zu sich zu nehmen.
Vor ebendiesem Hintergrund wird die ironische Intention der Autorin in der Namensgebung der Titelfigur deutlich. Die durch diesen Namen hervorgerufene Erwartungshaltung des Lesers, die Protagonistin sei eine Jungfrau, der die Geburt ihres Kindes bevorstehe, wird nicht erfüllt: stattdessen mündet die Geschichte in ihrem weiteren Verlauf in eine „subversive Form der Empfängnis“, in der die Protagonistin erst durch die Ermordung ihrer Nebenbuhlerin zu einem Kind gelangt. Aus der vermeintlichen Jungfrau Maria Concepcion wird dergestalt eine Frau, deren „herausragendes Attribut ihr Schlachtermesser ist, mit dem sie kaltblütig sowohl Tiere wie Menschen tötet.“

## Wirkungsgeschichte
Diese Erzählung nimmt eine besondere Stellung im Werk Katherine Anne Porters ein, da es sich um ihre erste Kurzgeschichte handelt, die im Jahre 1922 in einer bekannten Zeitschrift erstveröffentlicht wurde und zugleich den Ruf der Schriftstellerin nicht nur als journalistisch, sondern auch als literarisch bedeutsamer Autorin begründete.
Katherine Anne Porter lebte selber in dem Zeitraum von 1918 bis 1924 überwiegend in Mexiko und beschäftigte sich mit der Kunst der Einheimischen. In dieser Zeit, in der sie auch in die damaligen Revolutionswirren in Mexiko verwickelt wurde, sammelte sie wichtige Anregungen für diese und andere Kurzgeschichten. Zu weitreichendem Ruhm gelangte sie dann 1929 mit der Veröffentlichung ihrer Erzählung Flowering Judas (dt. Blühender Judasbaum), die gleichfalls in Mexiko spielt und thematisch die Beziehung von Liebe, Gewalt und Verrat im Kontext der Revolution in das Zentrum der Geschichte stellt. In den gleichnamigen Sammelband aus dem Jahre 1929 wurde auch Maria Concepcion aufgenommen.

## Ausgaben
- Katherine Anne Porter: Maria Concepión. In: The Century Magazine, Dezember 1922, S. 224–239
- Katherine Anne Porter: Maria Concepcion. In: Flowering Judas and Other Stories. New York: Harcourt, Brace & World Verlag 1935
- Katherine Anne Porter: Maria Concepcion. In: The Collected Stories. New York: Harcourt, Brace & World Verlag 1965
- Katherine Anne Porter: Unter heissem Himmel: Erzählungen. Aus dem Amerikan. übertr. von Hansi Bochow-Blüthgen. Bad Wörishofen: Kindler u. Schiermeyer 1951
- Katherine Anne Porter: Maria Concepcion. In: Blühender Judasbaum: Erzählungen. Aus d. Amerikan. übertr. von Joachim Uhlmann. Zeichn. von Peter Wezel. Zürich: Diogenes Verlag 1964
- Katherine Anne Porter: Maria Concepcion. In: Judasblüten und andere Erzählungen. Aus d. Amerikan. übers. von Helga Huisgen. Stuttgart: Klett-Cotta Verlag 1984

## Sekundärliteratur
- Petra Bridzun: Katherine Anne Porter: Maria Concepcion. In: Michael Hanke (Hrsg.): Interpretationen · Amerikanische Short Stories des 20. Jahrhunderts. Reclam jun. Verlag, Stuttgart 1998, ISBN 3-15-017506-2, S. 27–35.